# Dubuque Township (Iowa)
Dubuque Township est un township, du comté de Dubuque en Iowa, aux États-Unis,. 
Le nom du township est donné en référence à l'eau qui alimentait les moulins des premiers pionniers.

## Source de la traduction
- (es) Cet article est partiellement ou en totalité issu de l’article de Wikipédia en espagnol intitulé « Municipio de Dubuque (condado de Dubuque, Iowa) » (voir la liste des auteurs).